# 1778
1778 (MDCCLXXVIII) var ett normalår som började en torsdag i den gregorianska kalendern och ett normalår som började en måndag i den julianska kalendern.

## Händelser

### Januari

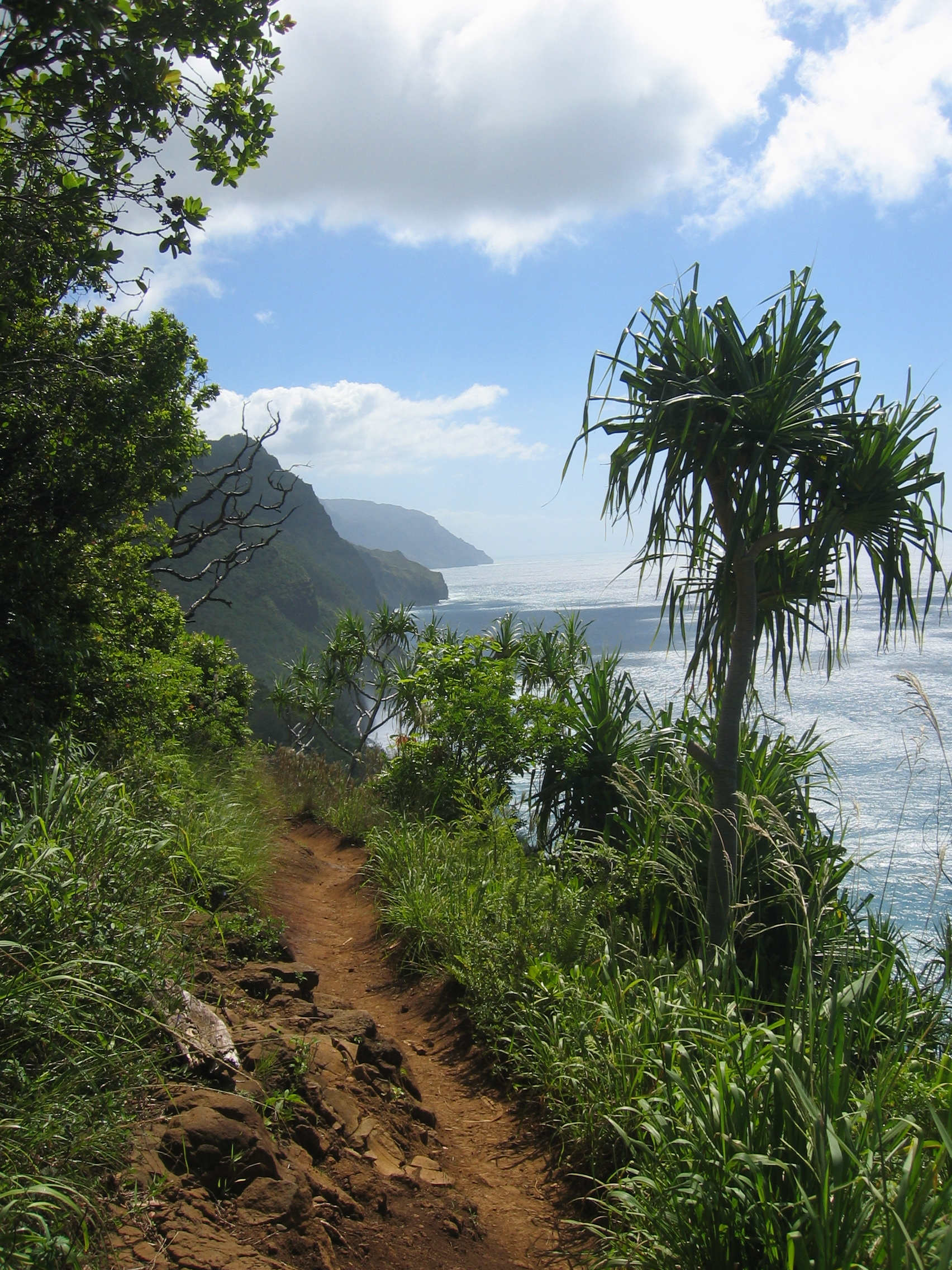
Hawaii.

- 18 januari – Kapten James Cook upptäcker Hawaii för västvärlden.[1]

### April
- April – En nationell svensk dräkt påbjuds.

### Oktober
- 29 oktober – Nyhetstidningen Stockholms-Posten, upplysningsrörelsens ledande svenska organ, börjar utkomma.
- Oktober – Den svenska riksdagen sammanträder.

### November

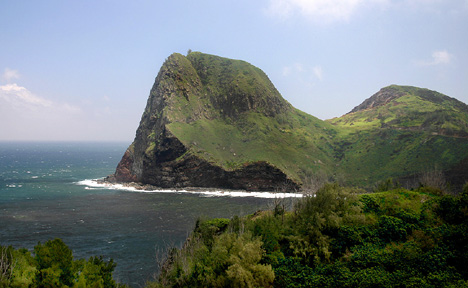
26 november: James Cook landstiger på Maui.

- 26 november – Kapten James Cook blir förste europé att landstiga på Maui, Hawaiiöarna.

### December
- 30 december – Brand i Stockholm.[2]

### Okänt datum
- Dödsstraffet i Sverige avskaffas för ouppsåtligt barnamord, fjärde resan stöld, våldtäkt, dubbelt hor (sexuellt umgänge mellan två var för sig gifta personer), tvegifte och trolldom.
- Utomäktenskapliga barn och deras mödrar får det juridiskt bättre i Sverige genom det så kallade Barnamordsplakatet. Vid födseln behöver modern varken uppge sitt eget eller faderns namn och kan sedan anonymt lämna in barnet på barnhem. Barnmorskor förbjuds fråga efter några namn.
- Anders Chydenius arbete Tankar om husbönders och tienstehjons naturliga rätt publiceras och tar upp nymodigheter som fri lönebildning och fria arbetskontrakt. Han tar även upp frågan om religionsfrihet med Sveriges riksdag, vilket två år senare (1780) drivs igenom av Gustav III.

## Födda

### Första kvartalet

#### Januari
- 29 januari – John Williams, amerikansk militär, diplomat och politiker, senator 1815–1823. (död 1837)

#### Februari
- 17 februari – Vincenzo Pucitta, italiensk kompositör. (död 1861)

#### Mars
- 31 mars – Coenraad Jacob Temminck, nederländsk zoolog. (död 1858)

### Andra kvartalet

#### April
- 18 april – Christian Friedrich Nasse, tysk läkare. (död 1851)
- 27 april – Gideon Lee, amerikansk politiker. (död 1841)

#### Maj
- 30 maj – Richard Skinner, amerikansk jurist och politiker, guvernör i Vermont 1820–1823. (död 1833)

#### Juni
- 7 juni – Beau Brummell, brittisk dandy. (död 1840)

### Tredje kvartalet

#### Juli
- 3 juli – Carl Ludvig Engel, tyskfödd (Berlin) arkitekt som utförde sitt livsverk i Helsingfors. (död 1840)
- 12 juli – Maria Dalle Donne, italiensk läkare och direktör vid universitetet i Bologna. (död 1842)

#### Augusti
- 11 augusti – Friedrich Ludwig Jahn, preussisk gymnastikutvecklare. (död 1852)
- 31 augusti – Johan Storm Munch, norsk biskop och författare. (död 1832)

#### September
- 2 september – Louis Bonaparte, kung av Kungariket Holland 1806-1810, yngre bror till Napoleon I. (död 1846)

### Fjärde kvartalet

#### Oktober
- 13 oktober – William Marks, amerikansk politiker, senator 1825–1831. (död 1858)

#### November
- 1 november – Gustav IV Adolf, kung av Sverige 1792–1809 (myndig 1796). (död 1837)
- 14 november – Johann Nepomuk Hummel, österrikisk kompositör. (död 1837)

#### December
- 6 december – Joseph Louis Gay-Lussac, fransk fysiker och kemist. (död 1850)
- 19 december – Marie Therese, fransk prinsessa. (död 1851)

## Avlidna

### Första kvartalet

#### Januari
- 3 januari – Anna Johanna Grill, svensk tecknare.
- 8 januari – Charles-Michel-Ange Challe, 59, fransk målare, arkitekt och matematiker.
- 10 januari – Carl von Linné, 70, svensk naturforskare, läkare, biolog, botaniker och författare [3].
- 26 januari – Niels Krog Bredal, 44, norsk-dansk dramatiker och kompositör.

#### Februari
- 7 februari – Carl Gustaf Wennerstedt, 85, svensk friherre och ämbetsman.
- 8 februari – Henri Louis Cain (Lekain), 48, fransk skådespelare.
- 17 februari – Gotthard Wilhelm Marcks von Würtenberg, 89, svensk friherre och militär.
- 20 februari – Laura Bassi, 66, italiensk fysiker.

#### Mars
- 5 mars – Thomas Arne, 67, brittisk kompositör och violinist.
- 7 mars – Charles De Geer, 58, svensk baron.
- 30 mars – Jonas Kjernander, 56, svensk läkare.

### Andra kvartalet

#### April
- 4 april – Georg Andreas Sorge, 75, tysk musiker.
- 10 april – Gottlob Siegmund Gruner, 60, schweizisk naturforskare.
- 16 april – Lars Hierta, 60, svensk friherre och militär.
- 22 april – James Hargreaves, engelsk vävare, snickare och uppfinnare.

#### Maj
- 6 maj – Jean Baptiste Christophe Fusée-Aublet, 54, fransk apotekare och botaniker.
- 8 maj – Johan Öhrling, 60, svensk präst och språkvetare.
- 9 maj – Erik Armfelt, 69, svensk friherre och militär.
- 11 maj – William Pitt den äldre, 69, brittisk politiker, Storbritanniens premiärminister 1766–1768.
- 30 maj – François-Marie Arouet (Voltaire), 83, fransk författare.

#### Juni
- 1 juni – Christian Joakim Klingspor, 64, svensk militär.
- 16 juni – Conrad Ekhof, 57, tysk skådespelare.
- 17 juni – Claes Cederström, 52, svensk friherre och militär.
- 24 juni – Pieter Burman den yngre, 64, nederländsk klassisk filolog.

### Tredje kvartalet

#### Juli
- 2 juli – Jean-Jacques Rousseau, 66, schweizisk-fransk författare och politisk filosof.
- 10 juli – Heinrich von Manteuffel, 81, preussisk militär.
- 28 juli – Arvid Niclas von Höpken, 68, svensk friherre, kompositör och militär.

#### Augusti
- 5 augusti – Thomas Linley den yngre, 22, brittisk musiker.
- 8 augusti – Julie Bondeli, 46, schweizisk salongsvärd.
- 11 augusti – Augustus Montague Toplady, 37, brittisk präst.
- 25 augusti – Jacob Wallenberg, 32, svensk författare.
- 29 augusti – Broder Brorson, 85, dansk biskop.

#### September
- 1 september – Kristina av Hessen-Rheinfels-Rotenburg, 60, prinsessa av Savojen.
- 21 september – Jonas Cronstedt, 67, svensk militär.
- 23 september – Balthazar Huydecoper, 83, nederländsk filolog, författare och ämbetsman.
- 25 september – Pierre Hubert L'Archevêque, 57, fransk skulptör.
- 28 september – Nils Stiernflycht, 40, svensk militär.

### Fjärde kvartalet

#### Oktober
- 6 oktober – Magdalena Eleonora Meck, 61, svensk företagare.
- 12 oktober – Carl Fredrik von Höpken, 65, svensk friherre, diplomat och politiker.
- 22 oktober – Charles Douglas, 3:e hertig av Queensberry, skotsk ämbetsman.

#### November
- 3 november – Georg David Matthieu, 40, tysk konstnär.
- 9 november – Giovanni Battista Piranesi, 58, italiensk konstnär, arkeolog och arkitekt.
- 19 november – Jean-Claude-Gilles Colson (Bellecour), 63, fransk skådespelare.
- 20 november – Francesco Cetti, 52, italiensk zoolog och matematiker.
- 27 november – Jan Jacob Schultens, 62, nederländsk filolog.

#### December
- 1 december – Johann Ernst Immanuel Walch, 53, tysk teolog och geolog.
- 4 december – Göran Rothman, 39, svensk läkare, botanist och översättare.
- 15 december – Katharine Read, 55, skotsk konstnär.
- 17 december – Hans Thunman, 32, svensk lingvist, historiker och teolog.
- 26 december – Pedro de Cevallos, 63, spansk politiker och miklitär.
- 31 december – Bengt Wilhelm Carlberg, 82, svensk arkitekt.

### Okänt datum
- Marguerite-Antoinette Couperin, fransk musiker.

### Fotnoter
1. ↑  World Statesmen
2. ↑  ”Värmlands brandhistoriska klubb”. Arkiverad från originalet den 12 oktober 2011. https://www.webcitation.org/62NB7kO36?url=http://www.brandhistoriska.org/olyckor_se.html. Läst 16 mars 2011.
3. ↑  Det hände i dag